# 伊尔玛达尔

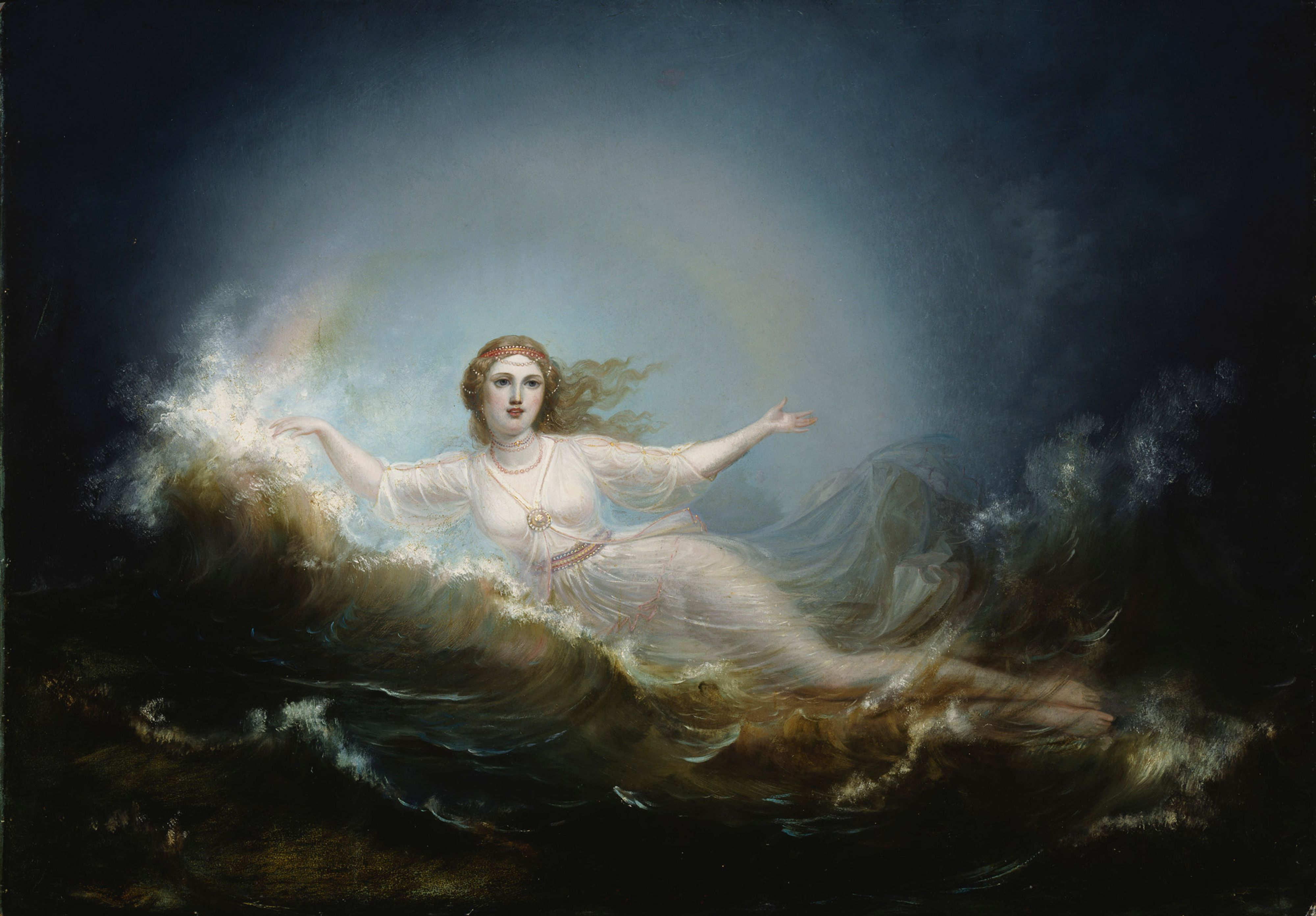
伊尔玛达尔（Ilmatar），罗伯特·威廉·埃克曼，1860

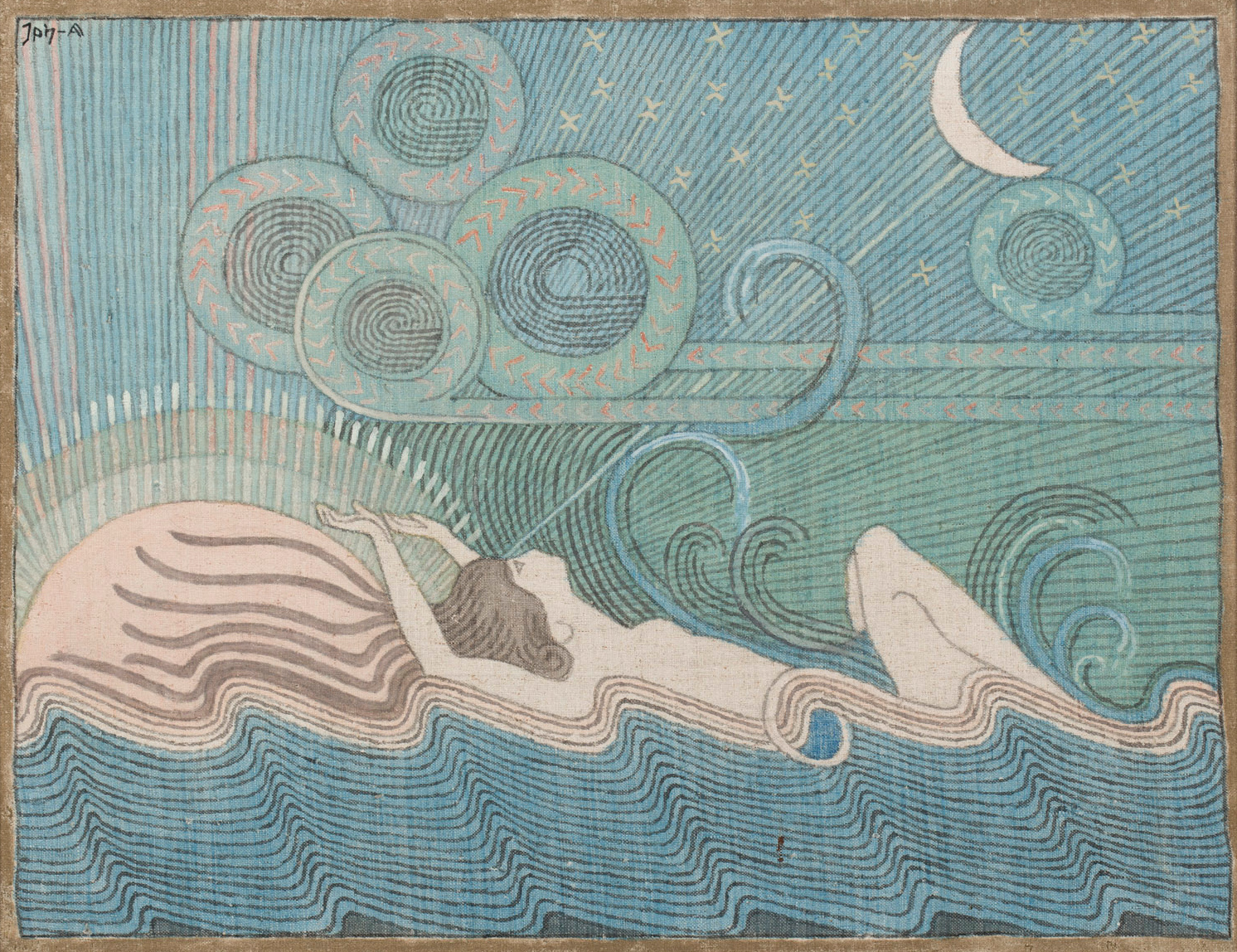
伊尔玛达尔（Ilmatar），约瑟夫·阿拉宁，1913–1916

伊尔玛达尔是芬兰民族史诗《卡勒瓦拉》中的空气女神。

## 词源
芬兰语单词源自单词（意为“空气”），加上表示女性的后缀。因此的意思是“空气女性”。在《卡勒瓦拉》中，她偶尔也被称为隆诺达尔（Luonnotar，意为“自然女神”，源自芬兰语单词，“自然”）。
海洋和风使她怀孕，她生下了万奈摩宁。